# Tom Moore
Sir Thomas Moore (30. dubna 1920, Keighley – 2. února 2021, Bedford), známý také jako Kapitán Tom, byl veterán britské armády z doby druhé světové války, který v dubnu 2020 v charitativní akci na podporu britského zdravotnictví National Health Service vybral 33 milionů liber (přes 974 milionů korun). Ke svým 100. narozeninám obdržel přes 125 tisíc pohlednic a gratulací a hodnost čestného plukovníka od britské královny Alžběty II.

## Život
Narodil se v Keighley 30. dubna 1920 do rodiny stavitele a ředitelky školy. Vystudoval stavitelství. Během 2. světové války narukoval do armády. Nasazen byl v zahraničních misích.
Za druhé světové války sloužil v Indii, Barmě i na Sumatře, prodělal horečku dengue.
Později pracoval jako jednatel firmy vyrábějící obklady a továrny na beton.
Dne 31. ledna 2021 byl hospitalizován v nemocnici se zápalem plic poté, co byl pozitivně testován na covid-19. Zemřel dva dny nato 2. února 2021. Vzhledem ke svému věku už měl nárok na vakcínu proti této nemoci, ale nedostal ji, protože už užíval léky na zápal plic.

## Sbírka pro zdravotníky
Hlavní slávy se mu dostalo, když uspořádal dobročinnou akci, při které chtěl vybrat pouze jeden tisíc liber na britské zdravotnictví. Rozhodl se, že do svých 100. narozenin obejde stokrát zahradu svého rodinného domu. Akce se velmi vydařila a nakonec vybral téměř 33 milionů liber. Nejen za tento počin získal mnoho ocenění, včetně rytířského titulu, který mu byl předán během speciálního ceremoniálu na hradě Windsor.

## Národní tleskání
Premiér Spojeného království Johnson vyzval veřejnost, aby se připojila 3. února v 18 hodin k celonárodnímu děkovnému tleskání za kapitána Toma. Tato aktivita se liší od obvyklého tleskání pro všechny zdravotníky a pečovatele a tím i symbolu bitvy s covidem-19 tím, že je věnována konkrétní osobě.